# Melecta brevipila
Melecta brevipila är en biart som beskrevs av Maurits Anne Lieftinck 1980. Melecta brevipila ingår i släktet sorgbin, och familjen långtungebin. Inga underarter finns listade i Catalogue of Life.